# Thyridosmylus perspicillaris
Thyridosmylus perspicillaris är en insektsart som först beskrevs av Gerstaecker 1885.  Thyridosmylus perspicillaris ingår i släktet Thyridosmylus och familjen vattenrovsländor.

## Underarter
Arten delas in i följande underarter:
- T. p. minor
- T. p. fenestratus
- T. p. perspicillaris